# Reticulitermes arenincola
Reticulitermes arenincola är en termitart som beskrevs av Goellner 1931. Reticulitermes arenincola ingår i släktet Reticulitermes och familjen Rhinotermitidae. Inga underarter finns listade.